# Bataille de Lewisham
Pour les articles homonymes, voir Lewisham (homonymie).
La bataille de Lewisham a eu lieu le 13 août 1977, lorsque 500 membres du Front national britannique ont essayé de marcher de New Cross à Lewisham, et des contre-manifestations rassemblant 4000 personnes ont causé de violents heurts entre les deux groupes et la police britannique. Environ 5000 policiers étaient présents et 56 d'entre eux ont été blessés, onze devant être hospitalisés. 214 arrestations ont été effectuées. Quelques petites manifestations s'étant produites plus tard ont vu la première utilisation de boucliers antiémeute sur l'île de Grande-Bretagne.